# Нероновка (Калужская область)
Нероновка — деревня в Малоярославецком муниципальном районе Калужской области. Входит в сельское поселение «Деревня Рябцево».
Нерон — некалендарное имя-прозвище,  искажённое Мирон.

## География
Расположена на берегу реки Стрельня, рядом Бутырки и Машкино.

## История
В 1782 году — деревня Нероново на берегах рек Стрелянка и Грибановка Малоярославецкого уезда. Владеет Гаврила Фёдорович Жохов.

## Население
| 2002 | 2010 |
| ---- | ---- |
| 0    | →0   |